# Hydroptila ivisa
Hydroptila ivisa är en nattsländeart som beskrevs av Malicky 1972. Hydroptila ivisa ingår i släktet Hydroptila och familjen smånattsländor. Inga underarter finns listade i Catalogue of Life.